# Wrocławskie Nowe Miasto
Nowe Miasto – miasto lokowane w bezpośrednim sąsiedztwie Wrocławia (dzisiejszego Starego Miasta) i wcielone do niego administracyjnie w 1327. Od 1263 obowiązywało prawo magdeburskie.

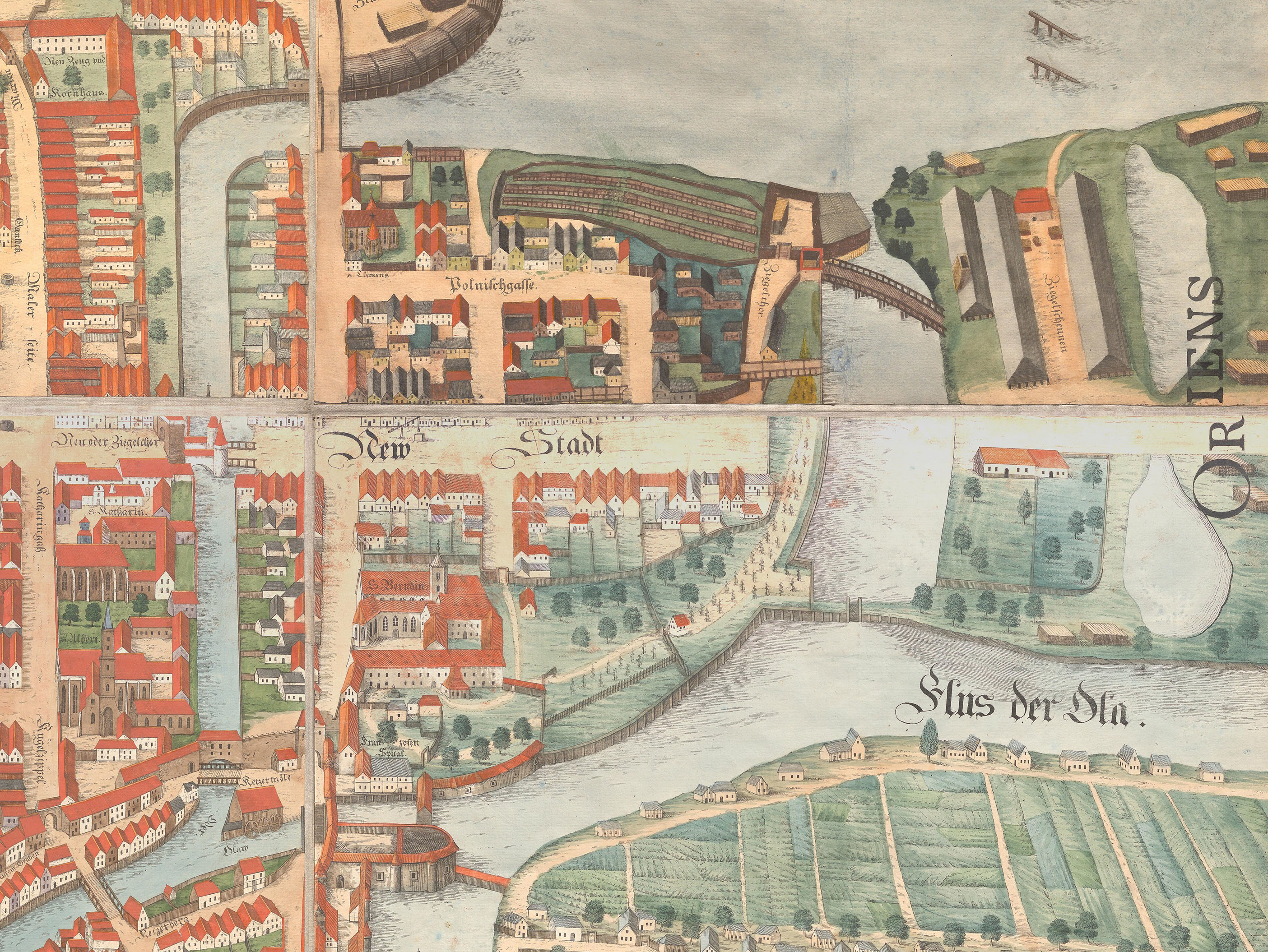
Aksonometryczny plan Wrocławia z 1562, kopia Partscha z 1826 r.

Nowe Miasto leżało na wschód od murów miejskich, naprzeciw Ostrowa Tumskiego. Z Wrocławiem łączyło się poprzez Bramę Nową. Główną ulicą Nowego Miasta była ul. Szeroka (niem. Breite Gasse), dzisiejsza ul. Jana Ewangelisty Purkyniego. Miasto posiadało prawdopodobnie własny ratusz, mieszczący się po zachodniej stronie dzisiejszego pl. Polskiego. Nowomiejską parafią był kościół Ducha Świętego, połączony ze szpitalem i klasztorem kanoników regularnych – augustianów. Na początku XV w. został założony kościół św. Klemensa (zamknięty w 1773) i nowy cmentarz parafialny. W latach 1453–1517 zbudowano na południowym skraju Nowego Miasta klasztor bernardynów.
Większość zabudowy Nowego Miasta uległa zniszczeniu w czasie II wojny światowej i została zastąpiona czterema punktowcami, szkołą podstawową, parkingami, parkiem oraz rotundą Panoramy Racławickiej. Część terenu pozostaje niezagospodarowana. Zachowany kwartał zabudowy zajmuje obecnie Akademia Sztuk Pięknych im. Eugeniusza Gepperta oraz hotel, zaś w zespole pobernardyńskim ulokowane jest Muzeum Architektury.

## Galeria

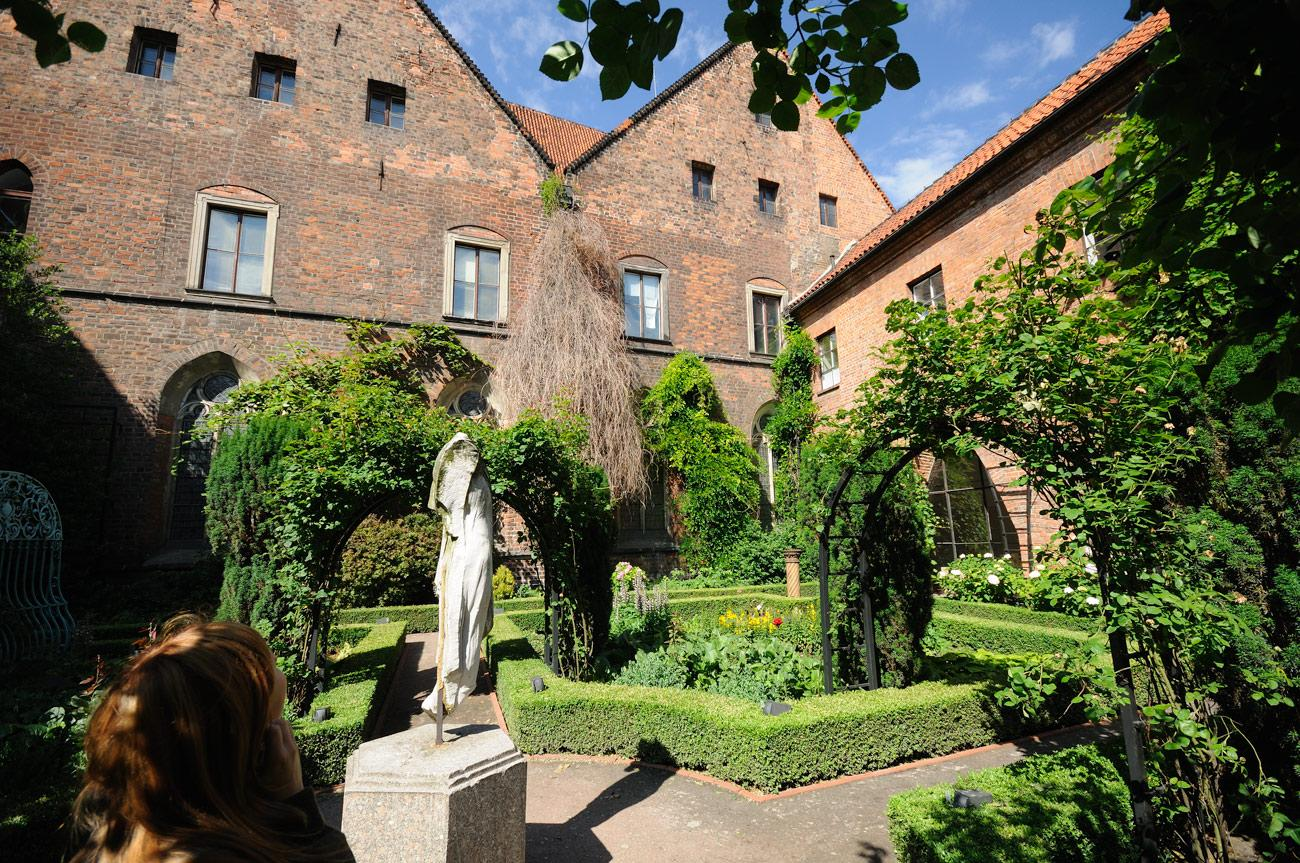
Muzeum Architektury we Wrocławiu
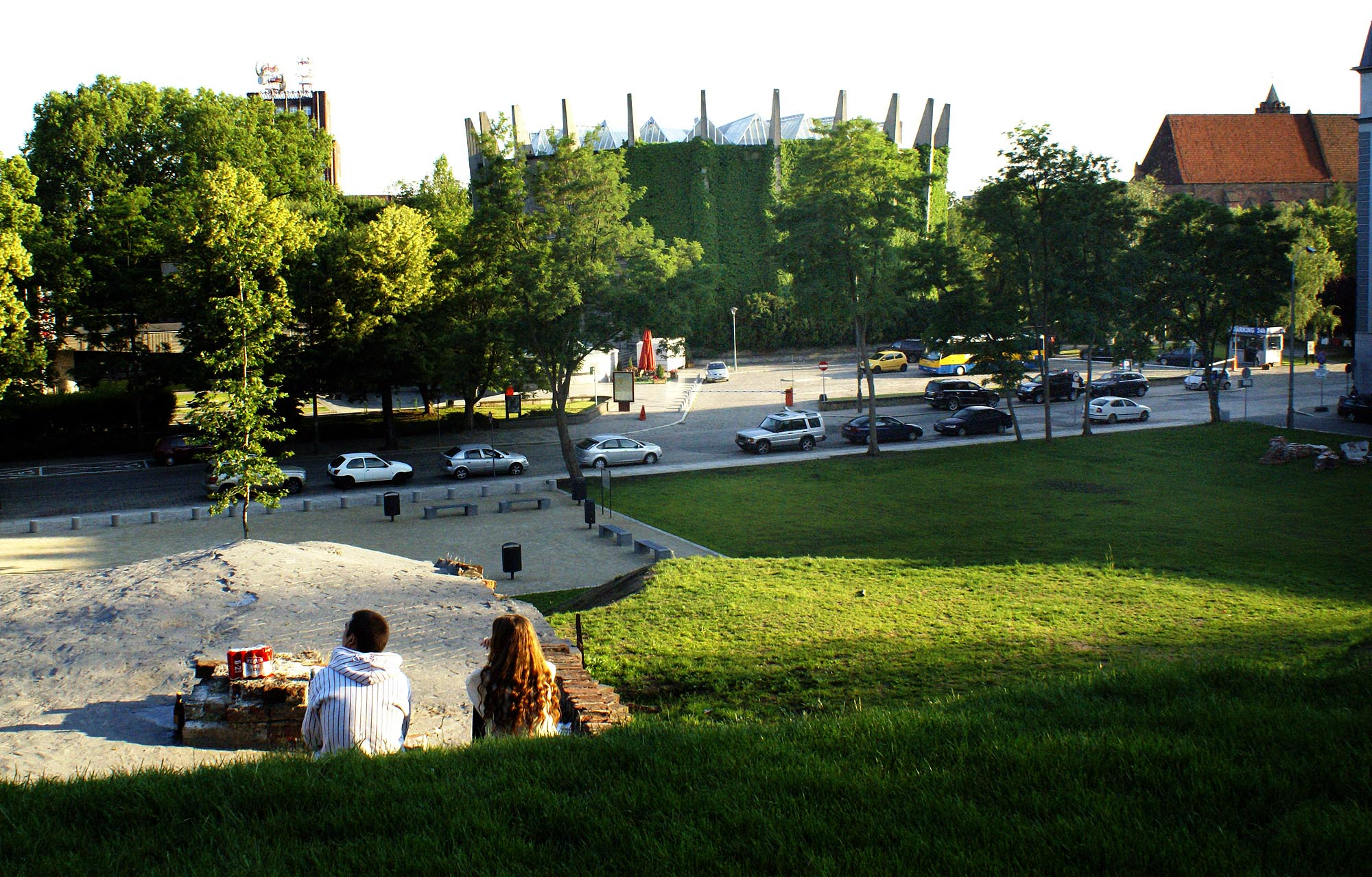
Panorama Racławicka
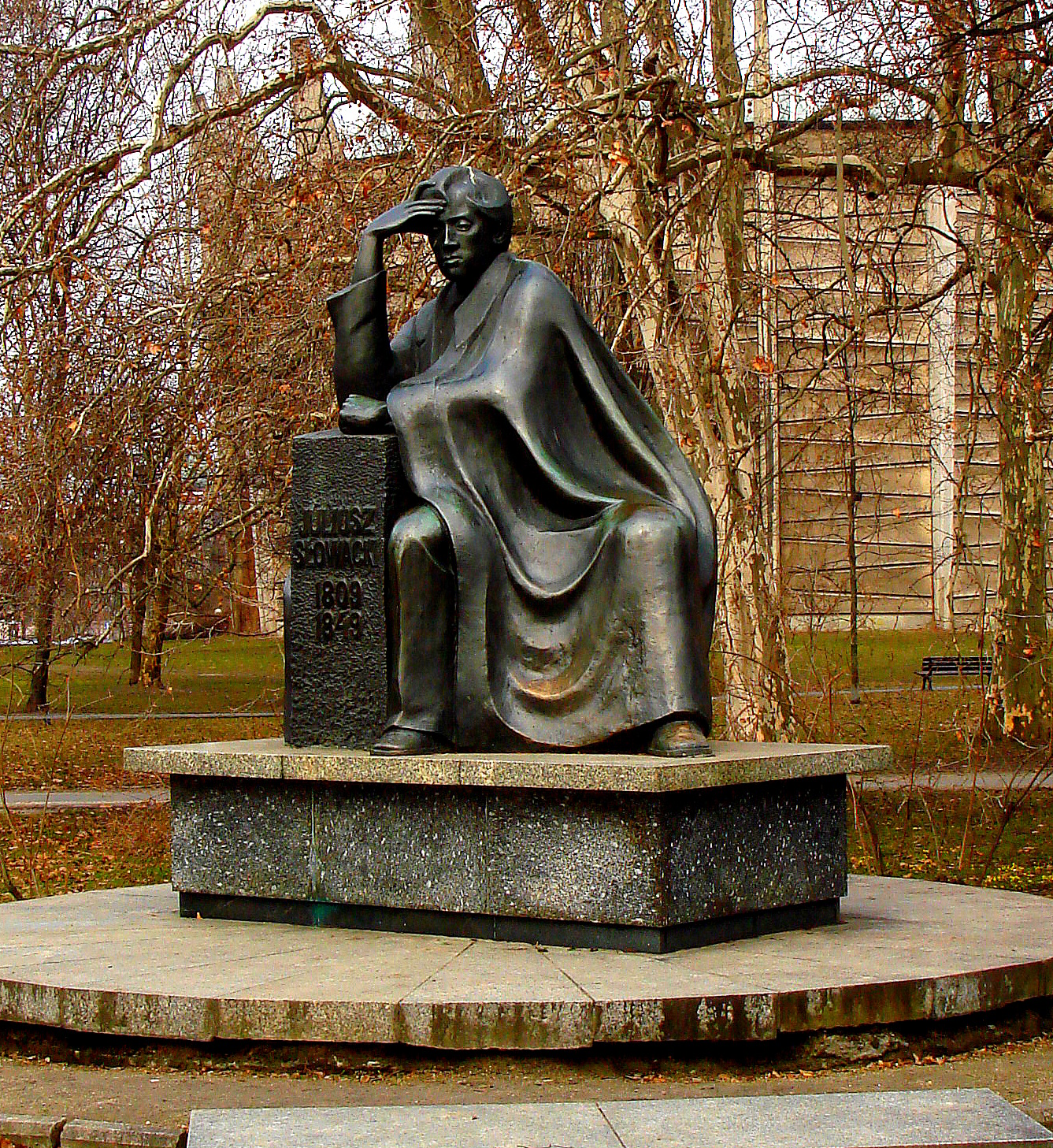
Park Słowackiego
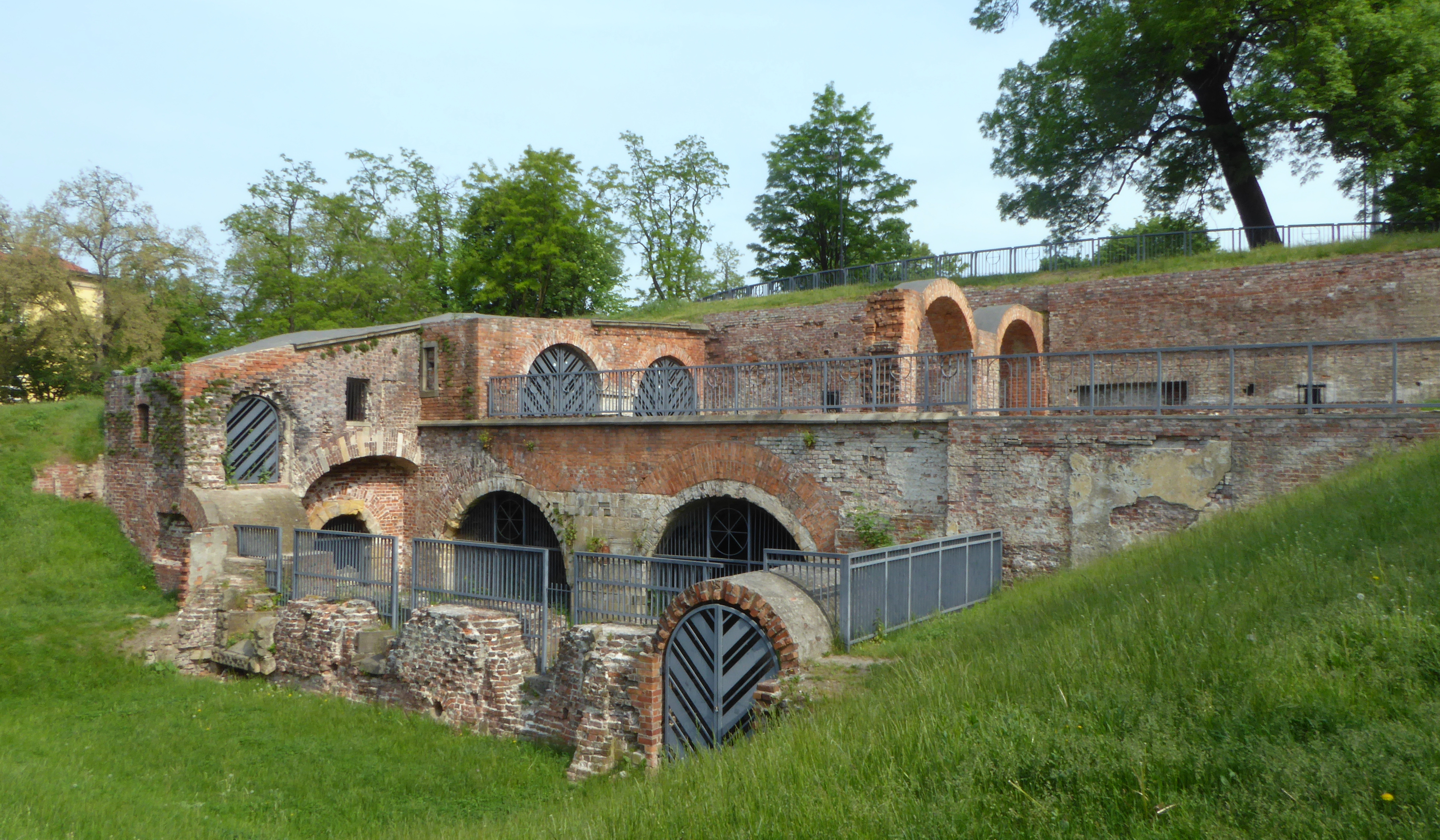
Bastion Ceglarski